# پائولا ونرونی
پائولا ونرونی (ایتالیایی: Paola Veneroni؛ زادهٔ ۱۵ ژانویهٔ ۱۹۲۲) بازیگر اهل ایتالیا است.
از فیلم‌ها یا برنامه‌های تلویزیونی که وی در آن نقش داشته‌است، می‌توان به مادالنا، نمره اخلاق صفر و برادران کارامازوف اشاره کرد.